# Sven Sökler
Sven Sökler (* 9. listopadu 1984) je bývalý německý profesionální fotbalista, který hrál na pozici ofenzivního záložníka.

## Kariéra
Po odchodu z VfB Stuttgart začal Sökler svou kariéru v amatérském klubu TuS Ergenzingen, než v roce 2005 přestoupil do profesionálního klubu Stuttgarter Kickers. Začal v rezervním týmu a v prvním týmu se poprvé objevil v říjnu 2005 jako náhradník za Nica Kanitze při remíze 2:2 se SpVgg Bayreuth. V Kickers strávil tři sezóny, ale nikdy se plně neprosadil jako hráč prvního týmu a v roce 2008 odešel do SSV Reutlingen. O šest měsíců později se přesunul znovu, přestoupil do Darmstadt 98, kde měl úspěšných dva a půl roku, které vyvrcholily tím, že klub postoupil v roce 2011 do 3. Ligy. Následně Sökler odešel z Darmstadtu do dalšího týmu 3. Ligy, 1. FC Saarbrücken, kde se k němu o rok později připojil jeho mladší bratr Marcel.
V červenci 2013 podepsal smlouvu s 1. FC Heidenheim, kde ve své první sezóně vyhrál 3. Ligu. To vedlo k tomu, že Heidenheim postoupil do 2. Bundesligy, Sökler však klub opustil krátce po začátku nové sezóny, aniž by nastoupil do zápasu. Vrátil se do 1. FC Saarbrücken.